# Erupção estromboliana

Erupção estromboliana: 1 - coluna eruptiva; 2 - lapilli; 3 - queda de cinza vulcânica; 4 - fonte de lava; 5 - bomba vulcânica; 6 - escoada lávica; 7 - estratos de lava e cinzas; 8 - estrato; 9 - dique; 10 - chaminé vulcânica; 11 - câmara magmática; 12 lâmina.

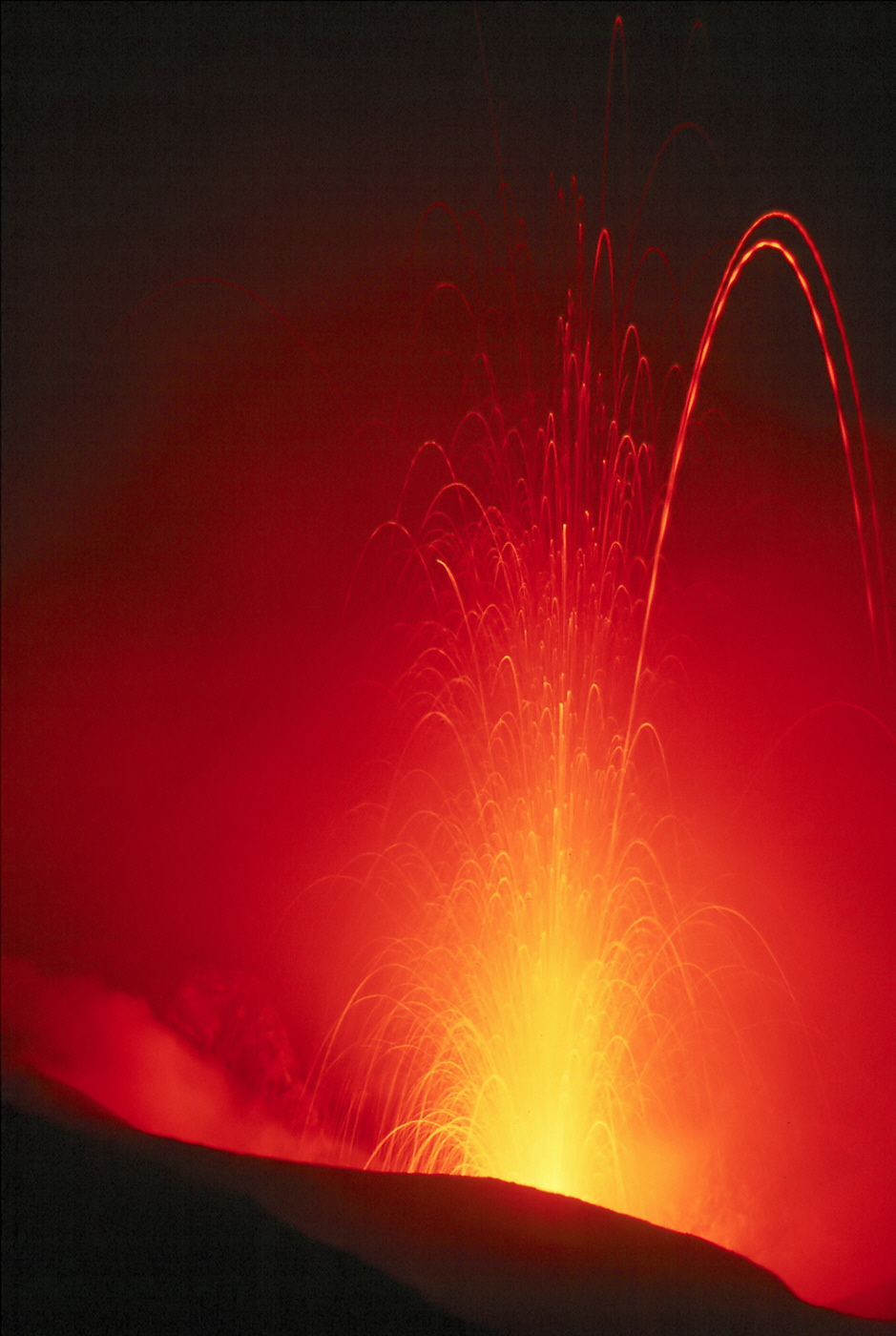
Erupção estromboliana (fonte de lava)

Erupção estromboliana é uma forma de vulcanismo caracterizado por erupções medianamente explosivas separadas por períodos de acalmia de extensão variável em que a emissão é essencialmente efusiva. As erupções deste tipo caracterizam-se pela ejecção de cinzas e bagacinas incandescentes, frequentemente acompanhadas por bombas vulcânicas, materiais que são projectados a dezenas ou mesmo centenas de metros de altura. São também frequentes as fontes de lava nas fases mais efusivas. Os volumes ejectados são em geral de pequenas a médios de que resulta a formação de cones vulcânicos de dimensões pequenas a moderadas. A designação do tipo de erupção deriva do vulcão Stromboli, nas ilhas Eólias (Eolie), que mantém de forma regular erupções deste tipo ao longo dos últimos milhares de anos.

## Descrição
As erupções deste tipo caracterizam-se por curtas fases medianamente explosivas, com a duração de segundos a minutos, intercaladas com fases efusivas mais longas. Cada fase explosiva corresponde à evolução de uma massa de gases libertados pelo próprio magma. Os gases libertado pelo processo de descompressão do magma em ascensão coalescem em grandes bolhas, frequentemente designadas por gas slugs, que vão crescendo à medida que ascendem pela coluna magmática, rebentando no seu topo devido à redução da pressão, o que leva à projecção de lava, formando as típicas bombas e bagacinas que caracterizam este tipo de erupção. Cada episódio de libertação de gases ocorre durante a chegada à superfície das bolhas formadas, podendo repetir-se com intervalos que variam de alguns segundos a alguns minutos. Como as bolhas de gás se formam em profundidades que podem atingir os três quilómetros, a previsão da ocorrência das fases explosivas é difícl.
Durante a erupção as tefras emitidas aparecem tipicamente como material incandescente projectado para o ar, mas que escurece rapidamente ao arrefecer, solidificando frequentemente durante a fase de projecção. Após o arrefecimento inicial a sua superfície assume cores escuras, frequentemente negro ou castanho-avermelhado. Os produtos piroclásticos mais frequentemente produzidos por estas erupções são bombas, bagacinas coriáceas e cinzas vulcânicas, que em geral dão origem a depósitos de queda de escassa extensão em área e a aparelhos vulcânicos de altura moderada, já que os piroclastos se acumulam em torno do ponto de emissão, formando um cone de escórias.
Sendo este o tipo de erupção mais comum quando a origem é um magmas basáltico, os piroclastos mais frequentemente produzidos são as bagacinas negras ou avermelhadas, em geral em estruturas intercaladas com bombas vulcânicas e finas escoadas irregulares de basalto. A quantidade de cinzas vulcânicas é em geral muito pequena quando comparada com o volume de escórias emitidas. Como as lavas emitidas são em geral mais viscosas do que as correspondentes lavas das erupções do tipo havaiano, formam escoadas mais espessas e curtas, em geral acompanhadas pela produção de volumes consideráveis de piroclastos.
A actividade vulcânica estromboliana pode ser duradora pois o sistema de condutas que lhes está associado não é fortemente afectado pela actividade eruptiva. Por essa razão, o sistema eruptivo pode regenerar-se repetidamente. Por exemplo, o vulcão Paricutín esteve continuamente em erupção entre 1943 e 1952 e o Monte Erebus, na Antártida, produziu erupções estrombolianas durante, pelo menos, muitas décadas.
A designação deste tipo de erupção provém do vulcão Stromboli, situado nas ilhas Eólias (ou Lipari), um pequeno arquipélago próximo da Sicília (Itália). O Stromboli tem produzido, a intervalos regulares, erupções estrombolianas durante pelo menos dois mil anos, sendo conhecido pelos romanos como o Farol do Mediterrâneo.